# Openwireless

Logo

Openwireless ist ein im Jahr 2005 gestartetes Projekt in der Schweiz, das in mehreren Schweizer Städten ein gebührenfreies Wireless-LAN aufbauen will. Openwireless ist als Verein organisiert und erweitert sein Netz durch neue Mitglieder und durch Wireless Access Points an großen und wichtigen Plätzen. Projekte wurden bereits in Basel, Bern, Luzern, Olten, Riederalp, Solothurn, St. Gallen und Zürich lanciert, wobei das Netz in St. Gallen am grössten ist.
Das Netz in St. Gallen wurde von der Stadt mit 94.000 Franken mitfinanziert. Hauptzugriffspunkte sind auf den Dächern des Rathauses, des Kantonsspitals und des Redaktionsgebäudes des St. Galler Tagblatts installiert. Umliegende Access Points verwenden die Signale der Hauptzugriffsgateways. Das Projekt wurde am 15. Dezember 2006 gestartet; Ende 2007 waren mehr als 100 Access Points im Einsatz.
Da die Aktivität in der Community rund um Openwireless in den letzten Jahren stark nachgelassen hat, bekam das neu entstandene Netzwerk des Vereins Freifunk Dreiländereck Zuwachs aus diversen Regionen der Schweiz, insbesondere jedoch aus der Region um Basel.